# Arthur Freed
Arthur Freed (n. 9 septembrie 1894, Charleston, Carolina de Sud, SUA – d. 12 aprilie 1973, Los Angeles, California, SUA) a fost un producător de film de la Hollywood, compozitor, actor și scenarist american. A câștigat de două ori Premiul Oscar pentru cea mai bună imagine, în 1951 pentru Un american la Paris și în 1958 pentru Gigi. Ambele filme sunt muzicale.